# Bouquet Bay
Die Bouquet Bay (französisch Baie Bouquet de la Grye) ist eine rund 12 km breite Bucht, die zwischen der Brabant-Insel und Liège Island im Palmer-Archipel vor der Davis-Küste im Nordwesten der Antarktischen Halbinsel liegt. 
Entdeckt wurde sie während der von 1903 bis 1905 dauernden Antarktisexpedition unter der Leitung des französischen Polarforscher Jean-Baptiste Charcot, der sie nach Jean Bouquet de la Grye (1827–1909) benannte, einem französischen Hydrographen. Das UK Antarctic Place-Names Committee übertrug am 28. Januar 1953 Charcots Benennung in verkürzter Form ins Englische, was 1960 vom Advisory Committee on Antarctic Names bestätigt wurde.